# Arthur von Pongracz

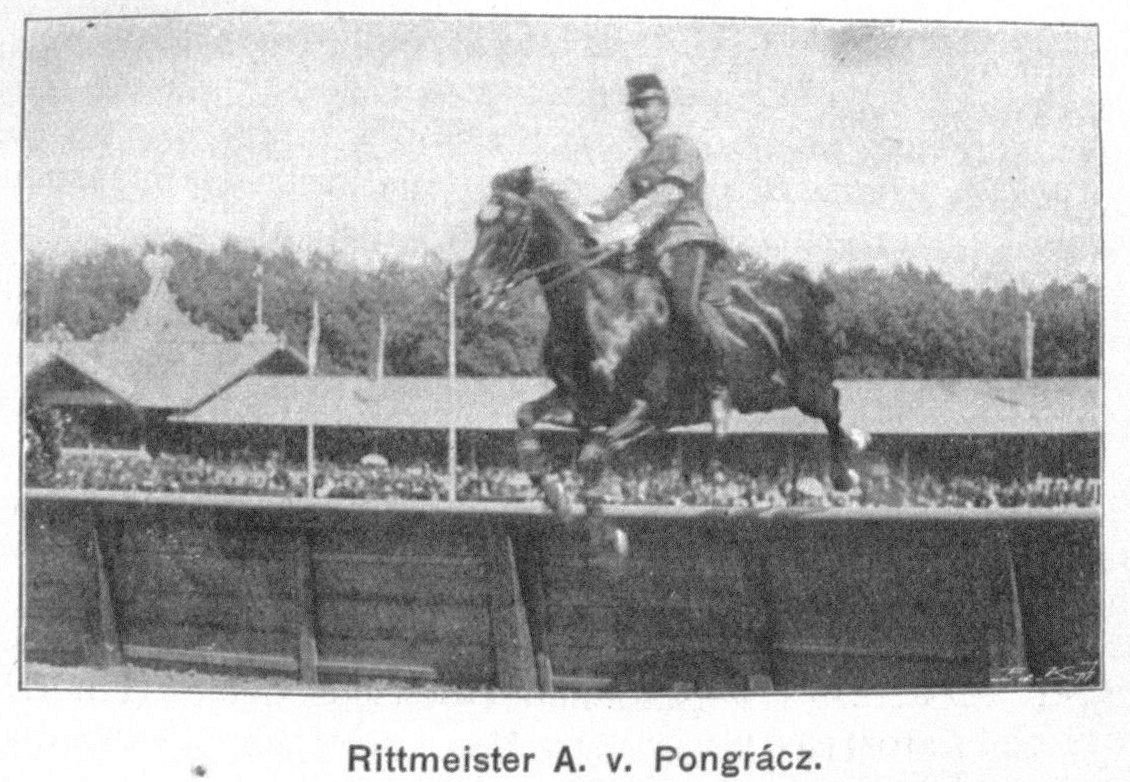
Arthur von Pongracz im Jahre 1901

Arthur von Pongrácz de Szent-Miklós und Óvár (* 25. Juni 1864 in Biała, Galizien; † 13. Januar 1942 in Wien) war ein österreichischer Dressurreiter.

## Leben
Arthur von Pongracz trat 1881 der österreichischen k.u.k. Armee bei. Ab 1904 diente er als Ordonnanzoffizier und von 1906 bis 1908 als Flügeladjutant des österreichischen Kaisers Franz Joseph I. Am Ersten Weltkrieg nahm er in verschiedenen Kavallerieregimentern teil.
1902 belegte von Pongracz beim ersten internationalen Dressurwettbewerb der Geschichte in Turin den zweiten Platz. Er startete auch im Springreiten  und hielt von 1913 bis 1936 mit 2,08 Metern den österreichischen Hochsprungrekord.
Dreimal startete Arthur von Pongracz bei Olympischen Spielen in der Dressur: 1924 in Paris auf Aberta, 1928 in Amsterdam auf Turridu und 1936 in Berlin auf Georgine. Bei jeder seiner Teilnahmen war er jeweils der älteste Sportler der Spiele. 1936 in Berlin, wo er, jetzt Generalmajor a. D., mit der österreichischen Dressurmannschaft den vierten Platz und somit seine beste Platzierung erreichte, war er 72 Jahre alt und damit nach dem schwedischen Sportschützen Oscar Swahn der zweitälteste Olympiateilnehmer aller Zeiten.